# Richard Barrer
Richard Maling Barrer (* 16. Juni 1910 in Wellington, Neuseeland; † 12. September 1996 in Chislehurst, Kent) war Chemiker und ein namhafter Erforscher von Membranen. Er gilt als der Begründer der Zeolith-Chemie.

## Werdegang
Barrer machte 1935 bei Eric Rideal seinen Abschluss als Ph. D. in Cambridge; im Jahr 1937 den D.Sc. (Neuseeland) und im Jahr 1948 den Sc.D. (Cambridge). Er wurde 1956 zum Mitglied der Royal Society und 1965 Inhaber des Ehrenstipendiats für Forschungszwecke der Royal Society of New Zealand. Von 1937 bis 1939 war er Forschungsstipendiat am Clare College, Cambridge, 1939–46 Leiter der Chemie an der Technischen Hochschule Bradford; 1946/48 Dozent für Chemie am Bedford College, University of London; 1948–54 Lehrstuhl für Chemie und Leiter der Abteilung, University of Aberdeen, 1954–76 Professor für Physikalische Chemie und Leiter der Abteilung Chemie, Imperial College, London.
Im Laufe seines Lebens veröffentlichte er weit über 400 Vorträge, drei Monografien und hielt 21 Patente.

## Ehrungen
- Im Jahr 1996 wurde er für den Nobelpreis vorgeschlagen.
- Nach ihm ist die Maßeinheit Barrer benannt, die die Gaspermeabilität von Membranen und Dichtungsmaterialien beschreibt.
- Des Weiteren wurde nach ihm das Zeolith Barrerit benannt.
- Nach ihm benannt ist der Barrer Award. Er wird alle drei Jahre von der Royal Society of Chemistry und der Gesellschaft für Chemische Industrie in Verbindung mit der britischen Zeolith Association für die beste Arbeit im Bereich der porösen anorganischen Chemie vergeben.